# Hazen (Nevada)
Hazen es un área no incorporada en el Condado de Churchill, Nevada, Estados Unidos.